# 오레스테이아

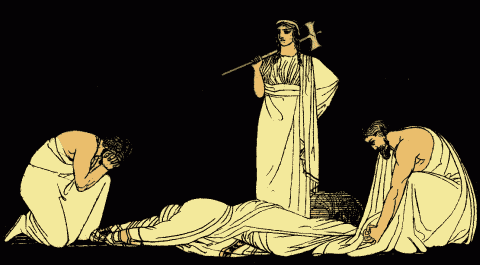

《오레스테이아》(Ὀρέστεια)는 고대 그리스의 비극작가 아이스킬로스의 비극 3부작을 말한다. 《아가멤논》, 《제주를 바치는 여인들 (코이포로이)》, 《자비로운 여신들(에우메니데스)》의 세 작품으로 이루어져 있다. 주인공 오레스테스에서 그 이름이 유래하였다. ‘오레스테이아’(Oresteia)는 ‘오레스테스 이야기’라는 의미이다. 이 3부작은 기원전 458년에 사티로스극인 《프로테우스 (Proteus)》와 함께, 비극 경연 대회인 디오니소스제에서 공연하여 우승을 한 작품이다. 다만, 《프로테우스》는 사라져 현존하지 않는다. 아이스킬로스의 당시 우승은 그의 13번째이자 마지막 우승이었으며, 그의 나이 68세였다.

## 아가멤논

### 극 줄거리
트로이아 전쟁에 참가했던 그리스군 총사령관 아가멤논이 트로이를 함락시킨 후, 10년 만에 미케네로 귀향하던 때부터 이야기가 시작된다. 트로이아 전쟁에 출정할 때, 아가멤논은 폭풍을 달래기 위해 딸 이피게네이아를 여신에게 제물로 바친다. 이를 원망한 아내 클리타임네스트라(헬레네의 언니)는 아가멤논에게 원한을 품고서, 그녀의 정부(情夫) 아이기스토스와 함께 귀향하는 아가멤논과 포로로 데려 오는 카산드라를 살해하고자 한다.

### 등장 인물
- 코러스 - 뮈케네의 노인들
- 파수병
- 클뤼타임네스트라 - 아가멤논의 아내
- 전령
- 아가멤논 - 뮈케네의 왕, 아트레우스의 아들
- 캇산드라 - 프리아모스의 딸, 아가멤논의 포로
- 아이기스토스 - 튀에스테스의 아들, 클뤼타임메스트라의 정부

## 코이포로이
이 작품은 아이스킬로스의 <오레스테이아> 3부작 중 2부에 해당한다. 오레스테스가 아버지 아가멤논의 죽음에 복수하기 위해 정체를 숨기고 귀국한다. 그는 혈육의 정에 호소하는 어머니를 도끼로 내리쳐 살해하고 복수의 여신들에게 쫓기는 신세가 된다. 아이스킬로스는 이 작품에서 그리스 비극 전체를 관통하는 주제이기도 한, 고통을 통한 지혜의 체득을 강조한다.
전편인 ≪아가멤논≫에서 클리타임네스트라는 간부(姦夫) 아이기스토스와 짜고 전장에서 돌아온 아가멤논을 살해했다. 복수를 염려해 아들 오레스테스를 멀리 쫓아 버렸다. 아버지 죽음에 복수하라는 아폴론의 신탁을 받고 몰래 귀국한 아들은 손님으로 가장해 ‘오레스테스가 죽었다’고 거짓 소식을 전한다. 안도하고 경계를 푼 아이기스토스와 클리타임네스트라를 차례로 살해한다. 이 일로 오레스테스는 저주를 받아 복수의 여신들의 환영에 쫓기며 방랑하는 신세가 된다.
아이스킬로스는 이 작품 종막에서 코로스의 입을 빌려 그가 죽는 순간까지 고통에서 벗어날 수 없을 거라고 말한다. “그 누구도 임종 순간까지 고통에서 자유롭지 못하리라! 상처 없는 삶을 영위하지 못하리라! 오늘은 하나의 근심 걱정 내일은 또 다른 근심 걱정의 무거운 짐을 지고 고통받으리라!” 이성의 영역 밖에서 삶을 위협하는, 저항할 수 없는 힘으로부터 자유로운 인간은 없다. 이는 아이스킬로스 작품에 공통으로 나타나는 슬픈 진실이다.

## 에우메니데스
아이스킬로스의 <오레스테이아> 3부작 중 3부에 해당한다. 어머니를 살해한 죄로 저주를 받아 복수의 여신들에게 쫓기던 오레스테스는 아폴론의 도움으로 아테나 신전에 피신한다. 아테나가 중재자로 나선 가운데 아레오파고스에서 오레스테스의 모친 살해를 두고 재판이 벌어진다.
이 작품에서 주시할 것은 오레스테스에게 죄가 있는지 없는지가 아니라 죄를 다루는 방식이다. 구시대는 복수를 정의의 일환으로 보았다. 피를 피로 되갚는 야만의 시대였던 것이다. 새 시대는 정의 문제를 법정이라는 공적인 영역으로 끌어들여 합리적으로 해결하려 한다.
구시대를 대표하는 복수의 여신들에 대항해 이성의 신 아폴론과 지혜의 여신 아테나가 승리하는 것은 곧, 격정과 복수에 대한 이성과 용서의 승리를 의미한다. 새로운 문명의 시대가 열리는 것이다. 그러나 아이스킬로스가 구시대를 완전히 몰아내는 것은 아니다. 재판에서 진 뒤 분노로 아테네에 저주를 퍼붓는 복수의 여신들에게 아테나는 ‘에우메니데스’ 즉 ‘자비의 여신들’이라는 새로운 이름과 그에 합당한 명예, 성소(聖所)를 약속한다.
아테나는 설득과 타협을 통해 대립과 복수를 끝내고 용서와 화해의 시대를 열었다. 아레오파고스에서 법의 심판을 통해 폭력과 광기로 물든 야만의 시대에 종지부를 찍은 것이다. 이 작품에 그려진 설득과 타협, 인간이 지켜야 할 법은 이후 아테네에서 꽃핀 민주주의의 초석이 되었다.

## 한국어 번역
- 《아이스퀼로스 비극 전집》, 천병희 역, 숲, 2008